# Абалешев, Александр Александрович
Александр Александрович Абалешев (1871—1918) — русский военный деятель, генерал-лейтенант, военный специалист.

## Биография
Родился 23 февраля 1871 года в дворянской семье Абалешевых (по матери из рода Бороздны). Окончил Николаевский кадетский корпус.
- В службу вступил 01.09.1889.
- Окончил Николаевское кавалерийское училище (1891). Выпущен корнетом (ст. 05.08.1891) в лейб-гвардии Кирасирский Его Величества полк.
- Поручик (ст. 05.08.1895).
- Штабс-ротмистр (ст. 06.12.1896).
- Ротмистр (ст. 06.12.1900). Командовал эскадроном (5 лет и 11 месяцев). Помощник командира лейб-гвардии Кирасирского Его Величества полка по хозяйственной части (с 28.10.1905).
- Полковник (ст. 06.12.1905)[1].
- Командир 2-го лейб-гусарского Павлоградского полка (17.12.1911—24.12.1913). Свиты Его Величества генерал-майор (пр. 24.12.1913; ст. 24.12.1913; за отличие)[2].
- Командир лейб-гвардии Уланского Его Величества полка (24.12.1913—24.06.1915).
- Участник Первой мировой войны. В бою под Крынником 04.08.1914 был ранен в руку с раздроблением кости и груди. Зачислен в Свиту Его Величества (15.08.1914).
- Командующий Сводной кавалерийской дивизией. Начальник Отдельной гвардейской кавалерийской бригады (24.06.1915—27.06.1916).
- Командир 1-й бригады 3-й гвардейской кавалерийской дивизии (с 27.06.1916)[3].
- Командующий 2-й гвардейской кавалерийской дивизией (с 03.12.1916).

Генерал-лейтенант (1917). Позже служил в РККА.
Жена - Анастасия Петровна, дочь шт.-кап. Ушакова (брак 1899 г.)
Расстрелян большевиками в Клинцах Черниговской губернии 2 сентября 1918 года.

## Награды
Ордена:
- Святой Анны 3-й степени (1903);
- Святого Станислава 2-й степени (1905);
- Святой Анны 2-й степени (1908);
- Святого Владимира 4-й степени (1911);
- Святого Владимира 3-й степени (ВП 06.06.1914);
- Мечи к Святому Владимиру 3-й степени (ВП 26.10.1914);
- Святого Станислава 1-й степени с мечами (ВП 10.05.1915);
- Святой Анны 1-й степени с мечами (ВП 12.03.1916);
- Святого Георгия 4-й степени (ВП 25.04.1916).